# AStA Advances in Statistical Analysis
AStA Advances in Statistical Analysis ist eine seit 2007 erscheinende statistische Fachzeitschrift. Sie ist ein Nachfolgeorgan der Zeitschrift Allgemeines Statistisches Archiv (AStA), die bis 2006 erschien. 

## Geschichte
Von 1890 bis 2006 erschien die Zeitschrift Allgemeines Statistisches Archiv.
Diese wurde mit dem Jahr 2007 durch zwei Nachfolgezeitschriften abgelöst:
- Das deutschsprachige AStA – Wirtschafts- und Sozialstatistisches Archiv[2] behandelt Themen aus der Wirtschafts- und Sozialstatistik und zur gesellschaftlichen Relevanz der Statistik.
- Das englischsprachige AStA – Advances in Statistical Analysis[3] ist der Theorie und den Methoden der Statistik gewidmet.

Die Advances in Statistical Analysis übernahmen die Bandzählung des Vorgängers AStA, so dass der erste Band von 2007 die Bandnummer 91 erhielt. Das Wirtschafts- und Sozialstatistische Archiv erhielt eine neue Bandnummerierung.
Ehemalige Herausgeber der Advances in Statistical Analysis sind
- Wilfried Seidel (2005–2008)
- Stefan Lang (2009–2015)
- Göran Kauermann (2009–2019)
- Thomas Kneib (2020–2022)

In den Jahren 2023 und 2024 waren die Herausgeber Harry Haupt und Yarema Okhrin.